# Marie Axelsson
Marie Axelsson, född 24 augusti 1970 i Flen, är en svensk politiker (socialdemokrat). Hon var riksdagsledamot (tjänstgörande ersättare) 2018–2019 för Stockholms läns valkrets.
Axelsson var tjänstgörande ersättare i riksdagen för Alexandra Völker 15 oktober 2018 – 21 januari 2019 och 1 februari – 31 juli 2019. I riksdagen var Axelsson suppleant i sammansatta utrikes- och försvarsutskottet och extra suppleant i försvarsutskottet och utbildningsutskottet.